# Guillaume le Roi
Guillaume le Roi  († en 1179) est maréchal de Champagne pour le comte Henri Ier de Champagne.

## Biographie
Bien qu'issu de petite noblesse, il est un des plus proches conseillers du comte de Champagne Henri Ier, qui lui donne la charge de maréchal de Champagne de 1158 jusqu'à sa mort en 1179. Il est témoin dans au moins 128 chartes de ce comte.
Il a un frère nommé Mathieu de Muceris, qui apparaît également comme témoin dans quelques chartes.
Il semble être originaire de Provins, où il était propriétaire d'une maison. Il était également propriétaire à Chapelaine.
Vers 1170, il prend le titre de chevalier.
Il accompagne, avec son fils Milon le Bréban de Provins, le comte Henri lors de sa deuxième croisade en Terre-Sainte en 1179. À son arrivée, il se joint à l'armée des croisés afin de secourir Tibériade qui subit le siège de Saladin. Mais l'opération est trop lente et Tibériade tombe aux mains des Sarrasins.
Il accompagne probablement le comte Henri lors de sa visite de plusieurs lieux saints : Jérusalem, Hébron, Sébaste et Nazareth.
Il semble avoir péri lors du voyage de retour, pendant l'attaque où le comte Henri fut fait prisonnier des Turcs.

## Mariage et enfants
Il aurait épouse Odarde d'Aulnay, probablement fille de Nivelon, seigneur d'Aulnay, dont il aurait eu plusieurs enfants :
- Milon le Bréban de Provins, qui accompagne son père en Terre-Sainte et qui lui succède dans sa charge de maréchal de Champagne,
- Jean le Bréban de Provins, qualifié de sergent par le comte Henri, dont il reçoit en 1177 les seigneuries de Cucharmoy et de Paroy. Il meurt en 1181 sans postérité.
- Fromond Bornifer, dit aussi le Borgne. Semble avoir été ponctuellement maréchal de Champagne. Fait partie des vassaux de la châtellenie de Provins.
- Villaine, qui épouse Ogier Ier de Saint-Chéron, seigneur d'Anglure et de Saint-Chéron, dont elle a au moins deux enfants[1].

## Sources
- Marie Henry d'Arbois de Jubainville, Histoire des Ducs et Comtes de Champagne, 1865.
- Auguste Longnon, Livre des vassaux du comté de Champagne et de Brie, 1172-1222, 1869.